# Pygommatius calvus
Pygommatius calvus là một loài ruồi trong họ Asilidae. Pygommatius calvus được Meijere miêu tả năm 1911.